# チャイナスター (京劇)
チャイナスターとは、「横浜中華街に文化を！」という切実な声を実現するためにスタートした、横浜中華街にある京劇専門の芝居小屋。

約50人が観劇できる小さな劇場で京劇公演を堪能できる場所であったが、2007年9月23日をもってチャイナスターでの公演を休止した。

今後は出張公演の形をとり、全国いろいろな場所に出向いての公演となる。

## 出演者
・殷秋瑞（浄）

・盧思（旦）

・馬征宏（丑）

・チャン・チンホイ（丑）

他